# Dantaye Gilbert
Pour les articles homonymes, voir Gilbert.
Dantaye Gilbert, né le 3 décembre 2004 à San Fernando à Trinité-et-Tobago, est un footballeur international trinidadien qui joue au poste de milieu central au Jong PSV (en).

## Biographie

### En club
Né à San Fernando à Trinité-et-Tobago, Dantaye Gilbert est formé par le San Juan Jabloteh.
Le 5 septembre 2023, Dantaye Gilbert rejoint les Pays-Bas en s'engageant en faveur du PSV Eindhoven. Il signe un contrat de deux ans, soit jusqu'en juin 2025, avec une année supplémentaire en option. Dans un premier temps il est intégré à l'équipe réserve du club.
C'est donc avec le Jong PSV (en) qu'il fait ses débuts, en Eerste Divisie, la deuxième division néerlandaise, face à De Graafschap le 15 septembre 2023. Il entre en jeu et son équipe est battue par trois buts à un. Le 7 octobre 2023, Gilbert marque son premier but pour le Jong PSV, à l'occasion d'une rencontre de championnat face au MVV Maastricht. Entré en jeu à la place de Tygo Land, il ne peut empêcher la défaite de son équipe par trois buts à deux,.

### En sélection
Dantaye Gilbert honore sa première sélection avec l'équipe nationale de Trinité-et-Tobago le 8 juin 2024, contre les Bahamas. Il entre en jeu à la place de Steffen Yeates (en) et son équipe s'impose par sept buts à un.
Gilbert inscrit son premier but en sélection le 14 octobre 2024 face à Cuba, lors d'une rencontre comptant pour la Ligue des nations de la CONCACAF 2024-2025. Titulaire ce jour-là, il ouvre le score à la treizième minute de jeu et son équipe s'impose par trois buts à un,.